# Boninsegna Veneziano
Boninsegna Veneziano est un ingénieur hydraulique originaire de Venise et qui a vécu dans la seconde moitié du XIIIe siècle.

## Biographie
Boninsegna Veneziano, originaire de Venise a été actif à Orvieto et Pérouse dans la construction de l'aqueduc du Monte Pacciano qui canalisait à Pérouse l'eau  jusqu'à la Fontana Maggiore, terminal de l'aqueduc qui a été inauguré en 1280,.

## Images

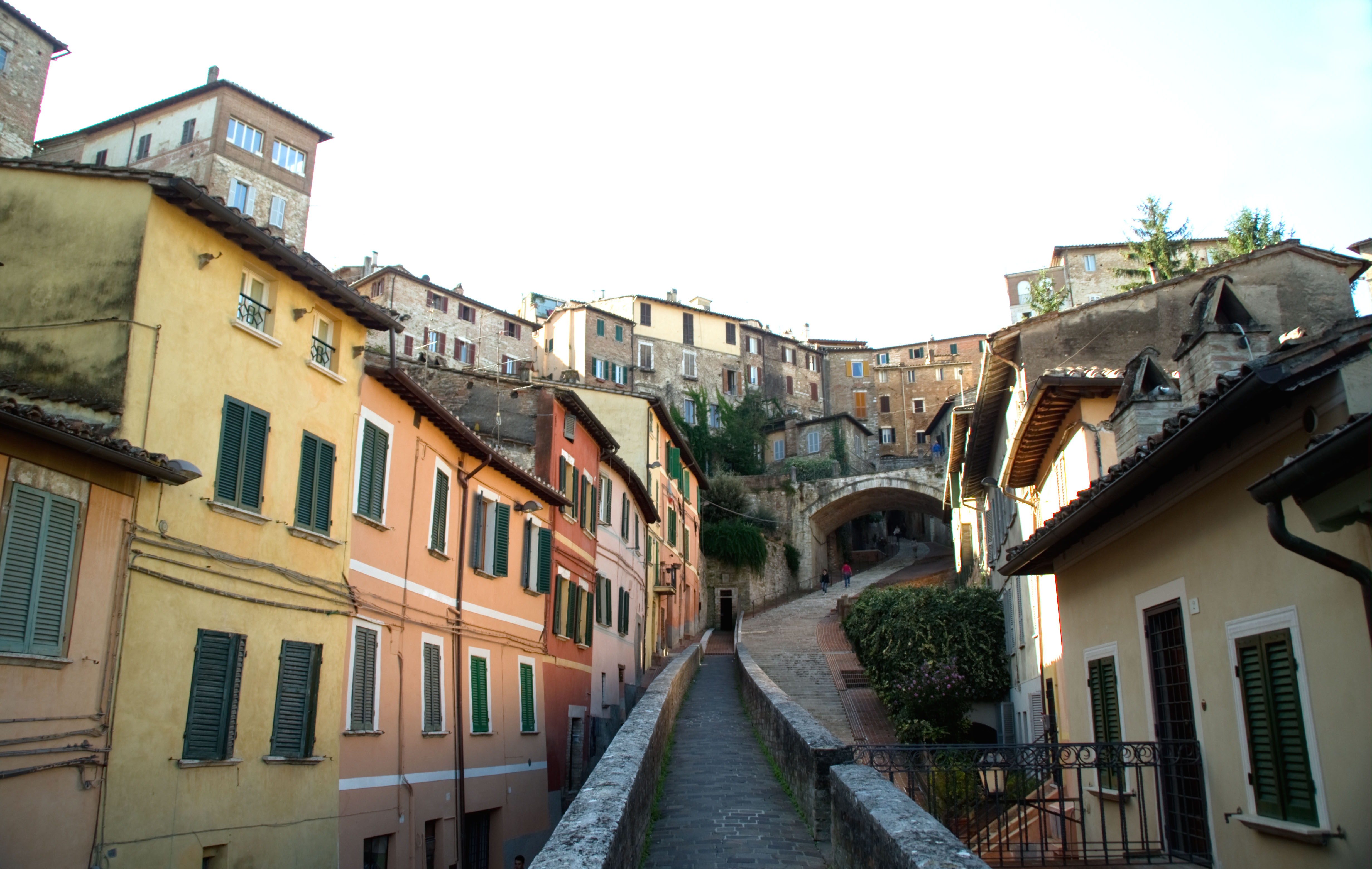
Vestiges de l'ancien aqueduc du XIIIe siècle
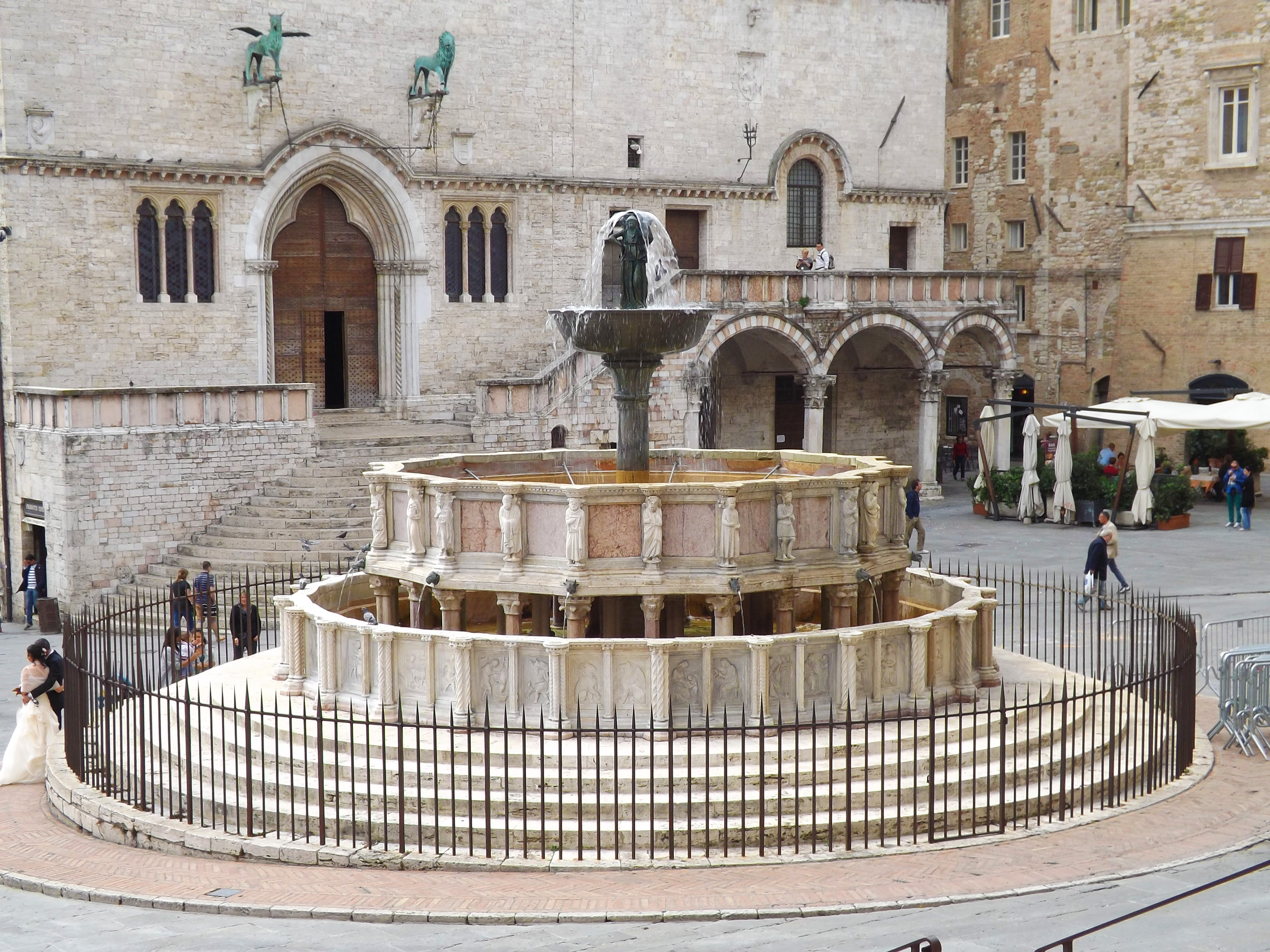
Élévation à deux niveaux en marbre surmontés d'une vasque en bronze.
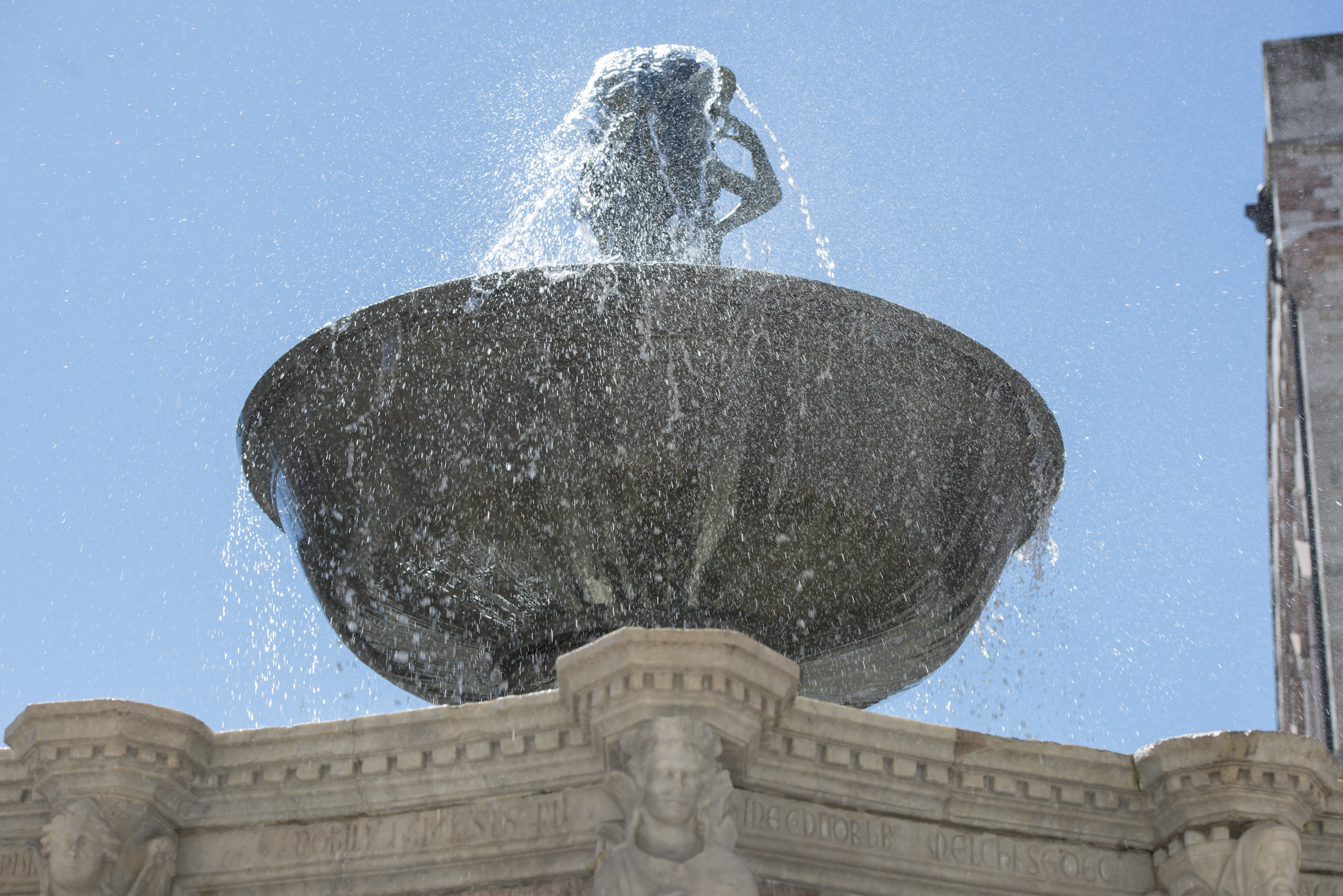
La vasque en bronze en fonctionnement.